# والس‌های وینی
والس‌های وینی (انگلیسی: Waltzes from Vienna) یا والس بزرگ اشتراوس (به انگلیسی: Strauss' Great Waltz) فیلمی در ژانر موزیکال، بیوگرافی به کارگردانی آلفرد هیچکاک است که در سال ۱۹۳۴ منتشر شد. از بازیگران آن می‌توان به ادموند گون اشاره کرد.

## ساخت
این فیلم داستان نویسندگی و اجرای دانوب آبی را روایت می‌کند. به گفته هیچکاک:
والتز از وین به من فرصت‌های زیادی داد تا ایده‌هایی را در رابطه با فیلم و موسیقی طراحی کنم. طبیعتاً هر قسمت از فیلم قبل از شروع فیلمبرداری روی فیلمنامه کار شده بود. اما بیشتر از آن، برش‌های موسیقی نیز کار شد.
هیچکاک به فرانسوا تروفو گفت که این فیلم پایین‌ترین نقطه زندگی حرفه‌ای او بود. او فقط با ساختن آن موافقت کرد زیرا در آن سال هیچ پروژه سینمایی دیگری نداشت و می‌خواست کار کند. او هرگز فیلم دیگری بر اساس یک موزیکال نساخت.